# Lycée Albert-Schweitzer (Le Raincy)
Le lycée Albert-Schweitzer est un établissement d'enseignement secondaire et supérieur public français situé au Raincy.

## Histoire
En 1949, la construction du lycée est confiée à Raymond Petit, architecte des bâtiments civils et palais nationaux (et élève de Le Corbusier). Le chantier est lancé en 1954 sur les vestiges de l’ancien parc du château du Raincy. D'abord annexe du lycée Charlemagne, il devient un lycée autonome en 1956.